# Филист
Филист (њем. Vielist) општина је у њемачкој савезној држави Мекленбург-Западна Померанија. Једно је од 60 општинских средишта округа Мириц. Према процјени из 2010. у општини је живјело 474 становника. Посједује регионалну шифру (AGS) 13056068.

## Географски и демографски подаци
Филист се налази у савезној држави Мекленбург-Западна Померанија у округу Мириц. Општина се налази на надморској висини од 71 метра. Површина општине износи 11,9 km². У самом мјесту је, према процјени из 2010. године, живјело 474 становника. Просјечна густина становништва износи 40 становника/km².